# Thomas Sanderling

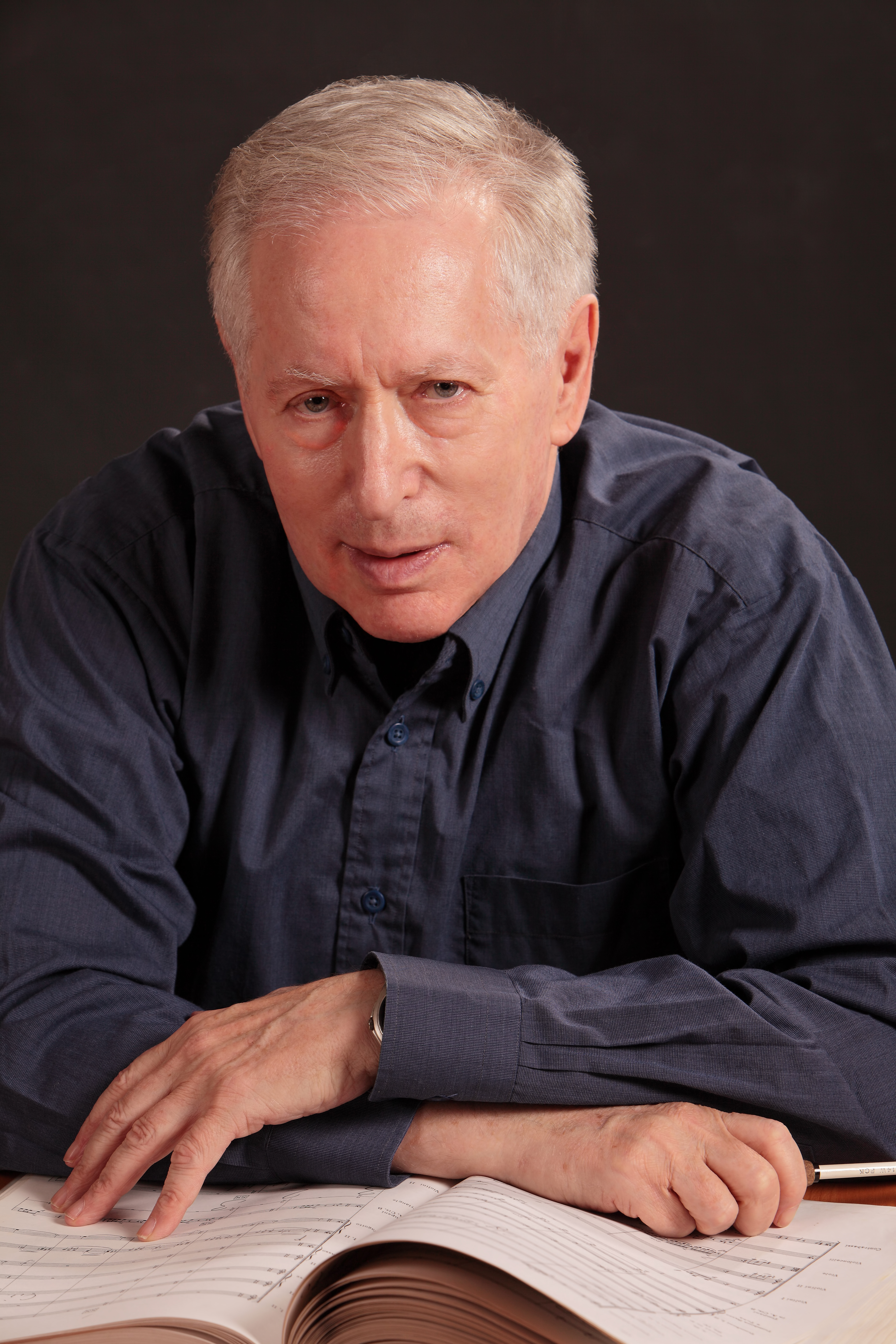
Thomas Sanderling (2011)

Thomas Sanderling (* 2. Oktober 1942 in Nowosibirsk, Russische SFSR, Sowjetunion) ist ein deutscher Dirigent, seit 2009 mit russischer Staatsbürgerschaft.

## Leben
Thomas Sanderling ist der Sohn des Dirigenten Kurt Sanderling und dessen erster Ehefrau Nina Schey. Während des Exils seines Vaters wurde Thomas Sanderling in der Sowjetunion geboren und begann seine Ausbildung mit dem Studium der Violine an der Spezialschule des Leningrader Konservatoriums. Ab 1960 studierte er an der Hochschule für Musik „Hanns Eisler“ Berlin. 
1962 debütierte er als Dirigent. Es folgten Konsultationen bei Hans Swarowsky und Assistenzen bei Herbert von Karajan und Leonard Bernstein.
Stationen seiner Laufbahn waren zunächst Sondershausen und Reichenbach im Vogtland. 1966 wurde er in Halle (Saale) zum Musikdirektor ernannt, wo er sich ein umfangreiches Konzert- und Opernrepertoire erarbeitete. 1971 wurde er als Mitglied im Opernensemble des Landestheaters Halle mit dem Händelpreis des Bezirkes Halle ausgezeichnet. 
1978 debütierte er an der Wiener Staatsoper, dann an der Bayerischen Staatsoper. Es folgte der Ruf als Ständiger Gastdirigent an die Deutsche Staatsoper Berlin.
1983 ließ er sich in der Bundesrepublik Deutschland nieder. Zwischen 1984 und 1986 war er künstlerischer Leiter des Amsterdams Philharmonisch Orkests. Im weiteren Verlauf seiner Karriere dirigierte er an vielen bedeutenden Opernhäusern, unter anderem Teatro La Fenice Venedig, Bolschoi-Theater Moskau, Mariinski-Theater Sankt Petersburg, Oper Nizza, Deutsche Oper Berlin, Komische Oper Berlin und Hamburgische Staatsoper. 
Thomas Sanderling arbeitete regelmäßig mit renommierten Orchestern zusammen, darunter die Staatskapelle Dresden, das Philharmonia Orchestra London, London Symphony Orchestra, Symphonieorchester des Bayerischen Rundfunks, NDR Sinfonieorchester, WDR Sinfonieorchester Köln, Sankt Petersburger Philharmoniker, Russian National Symphony Orchestra, Pittsburg Symphony Orchestra, Wiener Symphoniker und viele mehr. Internationale Solisten, mit denen er arbeitete, sind unter anderem David Oistrach, Emil Gilels, Gidon Kremer, José van Dam, Ferruccio Furlanetto, Gundula Janowitz, Robert Holl, Andrej Hoteev, Rudolf Buchbinder, Natalia Gutman, Sergei Leiferkus, Anna Malikova, Paul Tortelier und Walter Berry. 
Er ist regelmäßiger Gastdirigent bei den Rundfunkorchestern in Deutschland, Erster Gastdirigent des Philharmonischen Orchesters Nowosibirsk sowie des Nationalen Philharmonischen Orchesters Moskau. Das Osaka Symphony Orchestra, mit dem Sanderling zweimal den Großen Preis der ortsansässigen Kritiker gewann, verlieh ihm den Titel „Ehrenmusikdirektor auf Lebenszeit“. 
Eine besondere Freundschaft verband Thomas Sanderling mit dem sowjetischen Komponisten Dmitri Schostakowitsch und seiner Familie. Nachdem der Komponist bei Sanderlings Moskau-Debüt anwesend war, vertraute Schostakowitsch dem jungen Dirigenten die deutschen Erstaufführungen seiner 13. und 14. Sinfonie sowie deren deutsche Textübersetzungen an. Es folgte die CD-Ersteinspielung der Michelangelo Suite. Sanderlings Ersteinspielung von Schostakowitschs Lieder-Zyklen für Orchester auf Deutsche Grammophon wurde im September 2006 in der britischen Zeitschrift The Gramophone in der Kategorie „The Editor’s Choice“ präsentiert. Weitere Uraufführungen der Übersetzungen von Liederzyklen Dmitri Schostakowitschs in Konzerten und Ersteinspielungen in München mit dem Symphonieorchester des Bayerischen Rundfunks folgten. 
Im Mai 2013 dirigierte Sanderling die Uraufführung der letzten Oper des russischen Komponisten Mieczysław Weinberg, Der Idiot nach Fjodor Dostojewski, am Nationaltheater Mannheim. Im Oktober 2013 wurden weitere Schostakowitsch-Projekte mit dem Helsinki Philharmonic Orchestra und Bariton Gerald Finley realisiert.
Bereits ab 2002 war Sanderling auch Gastdirigent beim Symphonieorchester seiner Geburtsstadt Nowosibirsk. 2009 nahm er die russische Staatsbürgerschaft an. 2017 wurde er Chefdirigent des Orchesters. Am 7. März 2022 meldete die F.A.Z., dass Thomas Sanderling wegen des russischen Einmarsches in die Ukraine, der Bombardierung der ukrainischen Städte und des zunehmenden Totalitarismus in Russland von seinem Posten als Chefdirigent und Künstlerischer Leiter des Orchesters in Nowosibirsk zurückgetreten ist.
Das künstlerische Schaffen Thomas Sanderlings ist durch zahlreiche Aufnahmen dokumentiert, welche vielfach ausgezeichnet wurden. So gewann er für die Einspielungen der 6. Sinfonie von Gustav Mahler mit den St. Petersburger Philharmonikern sowie aller Sinfonien von Albéric Magnard den Cannes Classical Award. Seine Gesamteinspielung aller Brahms-Sinfonien mit dem Philharmonia Orchestra London zum Brahms-Jubiläum hat weltweite Anerkennung gefunden. Die Aufnahme des Klavierkonzerts von Paul Kletzki mit Joseph Banowetz als Solist brachte ihm sogar eine Grammy-Nominierung ein.  
Thomas Sanderlings Halbbrüder sind ebenfalls Musiker: der Dirigent Stefan Sanderling und der Dirigent und Cellist Michael Sanderling.

## CD-Produktionen als Dirigent
- Deutsche Grammophon (u. a. 2006: Schostakowitsch, Lieder und Walzer für Orchester, Russian Philharmonic Orchestra, Sergei Leiferkus)
- Sony Classical International u. a. 2009 Tschaikowski/Prokofjew Violinkonzerte Hallé Orchestra Manchester, Mayuko Kamio
- Berlin Classics (u. a. 2009: Schostakowitsch, Michelangelo Suite, Rundfunk-Sinfonieorchester Berlin)
- Naxos
- BIS
- Chandos
- Audite, Camille Saint-Saëns, Gesamtaufnahme der 5 Klavierkonzerte mit dem WDR Sinfonieorchester Köln und Anna Malikova